# 山田俊昭
山田 俊昭（やまだ としあき、1937年6月11日 - ）は、日本の政治家。第二院クラブ所属の元参議院議員（2期）。弁護士。

## 経歴
愛知県出身。1962年中央大学法学部卒。司法試験に合格後、1971年に弁護士登録。1986年の参院選で比例区から第二院クラブ公認で立候補したが落選（第3位）。1989年の参院選で比例区から第二院クラブ公認で立候補したが落選（第3位）。1992年いずみたくの死去に伴い繰上当選。同年の参院選で落選(第2位、名簿1位は青島幸男)。1995年青島幸男の東京都知事選挙立候補に伴い繰上当選。1998年の参院選に出馬せず引退した。